# コンスタンツェ・ヴェルノン
コンスタンツェ・ヴェルノン （Konstanze Vernon, 1939年1月2日 - 2013年1月21日　本名コンスタンツェ・ヘルツフェルトKonstanze Herzfeld）は、ドイツのバレリーナ、振付家、バレエ教師。
ベルリンで生まれ、タチアナ・グゾフスキーのもとでバレエを学び、パリに留学したのち、1954年にベルリン・ドイツ・オペラの前身ベルリン市立オペラで、15歳でデビューする（それ以来「ヴェルノン」を名乗る）。1962年に、バイエルン国立(州立)歌劇場バレエ団（バイエルン国立(州立)バレエの前身）に移り、1968年から1980年までプリマをつとめた。1976年には第1回世界バレエフェスティバルのゲストとして招かれ、来日している。
プリマ時代に、ミュンヘン音楽大学バレエ科で教え始めたが、バレエ教育の充実の必要を感じ、その財政的支援のために1978年に夫のフレート・ホフマンと共にハインツ・ボスル財団を創設した。また、これを基盤として発足したミュンヘン・バレエ・アカデミーの校長をつとめ、後進の指導に当たった。2007年に校長を退任後も、教授職にとどまっている。
これと並行して、バイエルン国立(州立)歌劇場からのバレエ団の独立に尽力し、これが1988年に実現して、バイエルン国立(州立)バレエが誕生すると、その芸術監督に就任し、1998年までつとめた。